# Cientocero (EP)
Cientocero es el primer EP del grupo español de indie rock Supersubmarina, publicado el 16 de diciembre de 2008 por el sello Octubre / Sony Music. El EP fue grabado en los estudios Bomtrack de Úbeda (Jaén) y producido por Óscar Clavel. Incluye cuatro canciones, entre ellas una versión en inglés de Cientocero. En su edición digilttal también se incluyó una maqueta de este mismo tema.
Este trabajo marcó el debut discográfico oficial de la banda y sentó las bases de su estilo característico, que combina elementos del indie pop y rock alternativo con letras introspectivas y melodías pegadizas. La canción Elástica galáctica destacó por su energía y se convirtió en una de las favoritas en los primeros conciertos del grupo.

## Lista de canciones
| N.º | Título                           | Duración |  |
| 1.  | «Cientocero»                     | 2:57     |  |
| 2.  | «Elástica galáctica»             | 3:14     |  |
| 3.  | «No es así»                      | 2:16     |  |
| 4.  | «Cientocero (versión en inglés)» | 2:57     |  |

## Créditos
Supersubmarina
- José, Chino, Marín – Voz y guitarra rítmica
- Jaime Gutiérrez – Guitarra solista y coros
- Antonio, Pope, Cabrera – Bajo
- Juan Carlos, Juanca, Gómez, – Batería